# Adrienne Ekila Liyonda
Adrienne Ekila Liyonda (* 16. Oktober 1948 in Kinshasa; † 22. Juni 2006 in Uccle/Ukkel, Belgien) war eine Diplomatin und Politikerin aus Zaire.

## Biografie
Nach dem Besuch der Grundschule sowie des Lycée Sainte Marie-Thérèse in Kinshasa studierte sie Rechtswissenschaft an der Université catholique de Louvain und schloss dieses Studium 1974 mit einem Lizenziat mit Auszeichnung ab.
Nach ihrer Rückkehr nach Zaire wurde sie Rechtsberaterin der Nachrichten- und Presseagentur Agence Zaïre Presse (AZAP). Zugleich war sie Mitglied des Verwaltungsrates der Generalgesellschaft für Stein- und Erzwerke (GECAMINES) sowie der Ständigen Kommission zur Reform des Rechts von Zaire.
Ekila Liyonda begann ihre politische Laufbahn 1976, als sie Mitarbeiterin im Büro von Präsident Mobutu Sese Seko wurde. 1981 erfolgte ihre Ernennung zur Generalsekretärin der Mouvement Populaire de la Révolution, der nationalistischen Einheitspartei des Landes.
1983 wurde sie von Präsident Mobutu als Ministerin für Soziales und Frauen in dessen Regierung berufen und bekleidete dieses Amt bis 1985. Im Anschluss war sie zwischen 1985 und 1987 Botschafterin in Belgien und war als solche zugleich in den Niederlanden und in Luxemburg akkreditiert.
Nach ihrer Rückkehr nach Zaire wurde sie 1987 als Nachfolgerin von Kengo Wa Dondo Außenministerin der Regierung Mobutus und übernahm nach einer Regierungsumbildung 1988 das Amt der Ministerin für Information und Presse bis 1989. 1990 war sie erneut für einige Zeit Ministerin für Information und Presse.